# John Karlsen
John Karlsen, talvolta accreditato come Charles John Karlsen o anche come John Karlson (Wellington, 20 ottobre 1919 – Auckland, 5 luglio 2017), è stato un attore neozelandese molto attivo nel cinema italiano fra il 1958 ed il 2007 in ruoli da caratterista.

## Biografia
Fu interprete di b-movie ma anche di film del cinema d'autore, lavorando con registi come Louis Malle (Tre passi nel delirio), Joseph Losey (Modesty Blaise - La bellissima che uccide), Roman Polański (Che?), Federico Fellini (8½ e Il Casanova di Federico Fellini), Alessandro Blasetti (Io, io, io... e gli altri), Dino Risi (Una vita difficile, Vedo nudo e Dagobert), Roberto Benigni (Il piccolo diavolo), Carlo Verdone (Stasera a casa di Alice), Pasquale Festa Campanile (Conviene far bene l'amore).
La sua filmografia conta un'ottantina di titoli, inclusi diversi lavori per la televisione.

## Filmografia

### Cinema
- Le bellissime gambe di Sabrina, regia di Camillo Mastrocinque (1958)
- Totò nella luna, regia di Steno (1958)
- La maja desnuda (The Naked Maja), regia di Henry Koster (1958)
- Francesco d'Assisi (Francis of Assisi), regia di Michael Curtiz (1961)
- Il pianeta degli uomini spenti, regia di Antonio Margheriti (1961)
- Lycanthropus, regia di Paolo Heusch (1961)
- Una vita difficile, regia di Dino Risi (1961)
- Ponzio Pilato, regia di Gian Paolo Callegari e Irving Rapper (1962)
- Maciste all'inferno, regia di Riccardo Freda (1962)
- Accadde in Atene (It Happened in Athens), regia di Andrew Marton (1962)
- Totò e Peppino divisi a Berlino, regia di Giorgio Bianchi (1962)
- Le sette spade del vendicatore, regia di Riccardo Freda (1962)
- 8½, regia di Federico Fellini (1963)
- Totò contro i quattro, regia di Steno
- Cleopatra, regia di Joseph L. Mankiewicz (1963)
- Il boom, regia di Vittorio De Sica (1963)
- La cripta e l'incubo, regia di Camillo Mastrocinque (1964)
- Un affare tranquillo (Un Commerce tranquille), regia di Guido Franco e Mel Welles (1964)
- La minestra, episodio di Le bambole, Franco Rossi (1965)
- Esperimento I.S.: il mondo si frantuma (Crack in the World), regia di Andrew Marton (1965)
- Due mafiosi contro Goldginger, regia di Giorgio Simonelli (1965)
- Io, io, io... e gli altri, regia di Alessandro Blasetti (1966)
- Il lago di Satana (The She Beast), regia di Michael Reeves (1966)
- Modesty Blaise - La bellissima che uccide (Modesty Blaise), regia di Joseph Losey (1966)
- Agente 3S3 - Massacro al sole regia di Sergio Sollima (1966)
- Il gioco delle spie, regia di Paolo Bianchini (1966)
- El Greco, regia di Luciano Salce (1966)
- Requiem per un agente segreto, regia di Sergio Sollima (1966)
- Il Natale che quasi non fu, regia di Rossano Brazzi (1966)
- ...4..3..2..1...morte, regia di Primo Zeglio (1967)
- Faccia a faccia, regia di Sergio Sollima (1967)
- Troppo per vivere... poco per morire, regia di Michele Lupo (1967)
- I barbieri di Sicilia, regia di Marcello Ciorciolini (1967)
- L'oro di Londra, regia di Guglielmo Morandi (1968)
- Fenomenal e il tesoro di Tutankamen, regia di Ruggero Deodato (1968)
- William Wilson, episodio di Tre passi nel delirio, regia di Louis Malle (1968)
- Galileo, regia di Liliana Cavani (1968)
- Vedo nudo, regia di Dino Risi (1969)
- Gli insaziabili, regia di Alberto De Martino (1969)
- Mademoiselle de Sade e i suoi vizi, regia di Warren Kiefer (1969)
- Tre nel mille, regia di Franco Indovina (1971)
- La bestia uccide a sangue freddo, regia di Fernando Di Leo (1971)
- Stanza 17-17 palazzo delle tasse, ufficio imposte, regia di Michele Lupo (1971)
- Che?, regia di Roman Polański (1972)
- Polvere di stelle, regia di Alberto Sordi (1973)
- Il bacio, regia di Mario Lanfranchi (1974)
- Le orme, regia di Luigi Bazzoni (1975)
- Prete, fai un miracolo, regia di Mario Chiari (1975)
- Il messia, regia di Roberto Rossellini (1975)
- Conviene far bene l'amore, regia di Pasquale Festa Campanile (1975)
- Il Casanova di Federico Fellini, regia di Federico Fellini (1976)
- I contrabbandieri di Santa Lucia, regia di Alfonso Brescia (1979)
- Mani di velluto, regia di Castellano e Pipolo (1979)
- Black Stallion, regia di Carroll Ballard (1979)
- L'avvertimento, regia di Damiano Damiani (1980)
- Pronto... Lucia, regia di Ciro Ippolito (1982)
- Dagobert, regia di Dino Risi (1984)
- Asilo di polizia (Detective School Dropouts), regia di Filippo Ottoni (1986)
- I Love N.Y., regia di Gianni Bozzacchi (1987)
- La monaca di Monza - Eccessi, misfatti e delitti, regia di Luciano Odorisio (1987)
- La partita, regia di Carlo Vanzina (1988)
- Il piccolo diavolo, regia di Roberto Benigni (1988)
- Stradivari, regia di Giacomo Battiato (1988)
- Bill & Ted's Excellent Adventure, regia di Stephen Herek (1989)
- La chiesa, regia di Michele Soavi (1989)
- Frankenstein oltre le frontiere del tempo (Roger Corman's Frankenstein Unbound), regia di Roger Corman (1990)
- Stasera a casa di Alice, regia di Carlo Verdone (1990)
- Il conte Max, regia di Christian De Sica (1991)
- E.T.A. Hoffmanns Der Sandmann, regia di Eckhart Schmidt (1993)
- Miele dolce amore, regia di Enrico Coletti (1994)
- Svitati, regia di Ezio Greggio (1999)
- La setta dei dannati (The Order), regia di Brian Helgeland (2003)
- Il nascondiglio, regia di Pupi Avati (2007)

### Televisione
- The Four Just Men – serie TV, episodio 1x1 (1959)
- Francesco d'Assisi – miniserie TV (1966)
- Jefferson Keyes – serie TV, 1 episodio (1972)
- Il conte di Montecristo (The Count of Monte-Cristo), regia di David Greene – film TV (1975)
- Sam & Sally (Sam et Sally) – serie TV, 1 episodio (1980)
- The Borgias – miniserie TV (1981)
- Marco Polo – miniserie TV, 1 episodio (1983)
- Venti di guerra (The Winds of War) – miniserie TV (1983)
- Waterfront – miniserie TV (1984)
- La chambre des dames – miniserie TV (1986)
- Valentina – serie TV, 1 episodio (1989)
- Sangue blu (Blaues Blut) – miniserie TV (1990)
- Killer Rules, regia di Robert Ellis Miller – film TV (1993)

## Doppiatori italiani
- Gianni Bonagura in Il Casanova di Federico Fellini, Il piccolo diavolo
- Bruno Persa in La maja desnuda
- Fiorenzo Fiorentini in Le bambole
- Arturo Dominici in Faccia a faccia
- Mario Feliciani in Troppo per vivere... poco per morire
- Giovanni Saccenti in Tre passi nel delirio
- Giorgio Piazza in Le orme
- Richard McNamara in Conviene far bene l'amore
- Fernando Cerulli in Stasera a casa di Alice
- Giorgio Lopez in Svitati
- Antonio Guidi in Vedo nudo
- Manlio Busoni in Una vita difficile